# Азбуковники
Азбуко́вники (алфавитники) — рукописні, загалом анонімні словники іншомовних та незрозумілих слів, складені за абеткою. За змістом були різноманітними: енциклопедичного характеру, навчальні, настановочно-виховні, мішані. Використовувалися як словники іноземних слів, тлумачні словники, навчальні посібники, книги для розважального читання.

## Східнослов'янські попередники Азбуковників
Праці лексикографічного характеру відомі з XIII ст. Найстаріший список складав частину «Новгородської кормчої книги» (1282), написаної для новгородського єпископа Климента і був названий так: «РЂчь Жидовьскаго языка преложена на Роускоую, неразоумно на разоумъ, и въ Євангелияхъ, и въ Апостолахъ, и въ Псалтыри, и в ПаремиЂ и въ прочихъ книгахъ». За суттю своєю це був перший східнослов'янський словник: автор його дав тлумачення 174 єврейським словам, які зустрічались в релігійних книгах.
Другий відомий словник мав назву «Тлъкованїе неудобь познаваемомъ въ писаныхъ» (1431) та тлумачив 61 іноземне слово перекладене на церковнослов'янську мову.

## Різновиди азбуковників
Аналіз списків Азбуковників дозволив виявити сім великих словникових пам'яток, три з яких були завершені у XVI ст. (в найстаршому з них — понад 2000 статей, в другому — понад 5000, в третьому — понад 6000). Перший був створений в 50–60-і рр. в Троїце-Сергієвій лаврі. Ймовірно, завдячує філологічній діяльності Максима Грека (який помер в цьому монастирі 1556 р.) і орієнтується на його погляди з питань перекладу й правки церковних книг. Другий та третій Азбуковники були укладені, один за одним, в 1596 р. (слідом за виданим того ж року у Вільні Лексисом Лаврентія Зизанія). Четвертий, п'ятий та шостий Азбуковники тісно зв'язані з українською лексикографічною традицією, але кожен своїм чином. Четвертий та п'ятий Азбуковники порівняно невеликого обсягу (коротші за перший Азбуковник в його першій редакції), відрізняються високою культурою лексикографічної праці, останній з них — і увагою укладача до високої книжності і до віршування. У шостому Азбуковнику, більшому за обсягом, вміщено значну кількість словникових статей, позичених з розмовної мови. За своїм словником і розробці статей він досить далекий від традиції трьох попередніх Азбуковників. Сьомий Азбуковник вважається складений книжниками Соловецького монастиря в 60-і роки XVII ст. — монументальна праця, в основу якої був покладений третій Азбуковник.
Азбуковники були переважно анонімні. Судячи з текстів, перші з них виникли в середовищі переписувачів книжок, перекладачів і справщиків перекладів, майже винятково монахів. Записи в списках азбуковників свідчать, як змінювалося протягом XVII ст. коло їх копіїстів та читачі; все рішде це монастирські книжники, все частіше —городяни з середнього та нижнього стану. З кінця XVII ст. азбуковники з'являються в збірнях старообрядців, починають укладатися короткі словники вибіркового типу, що відповідали особистим запитам укладачів або замовників.

### Словники
Цей різновид Азбуковників схожий на сучасні словники. Поняття в них розташовані в алфавітному порядку, кожне іноземне слово супроводжується більш-менш розлогим роз'ясненням (від одного-двох рядків до сторінки), іноді дається переклад декількома мовами. Підбір термінів хаотичний та випадковий. Пізніше, в XVII—XVIII ст. цей різновид Азбуковників перетворився в словники практично сучасного типу.

### Навчальні
Навчальні Азбуковники складались, як правило, з двох частин: лексикографічної та пізнавальної.
У пізнавальній частині друкувались статті з філософії, загальної та вітчизняної історії. Особливо цікавими були короткі відомості з природничих наук — географії, метеорології, мінералогії та ботаніки. В описах тварин, що нібито живуть на території Азії та Африки, Америки та Європи, Азбуковники містили масу фантастичних відомостей, але, поряд із тим, друкували і реальні спостереження.
Навчальні Азбуковники користувались найбільшою популярністю і сприймались як розважальна література.

### Наставні
Наставні Азбуковники були поширені на межі XVII—XVIII ст. Їхня поява була наслідком зародження «науки виховання», формування етичних норм. Наставні та дидактичні тексти Азбуковників існували переважно у віршованій формі. Це полегшувало вивчення відповідних норм поведінки.
У XVII ст. з'явились Азбуковники, які мали характер навчальних посібників. Вони містили в собі азбуку, склади, граматику, відомості з різних наук. Іноді у шкільні Азбуковники вміщувались правила поведінки учнів, а також поради вчителям.
Шкільні Азбуковники розширили обсяг знань у школах XVII ст., увівши до навчання елемент «світської освіти». Всі вони були анонімними, до наших часів їх зберіглося близько 200 списків.

## Українські словники часів російських Азбуковників
У 1596 році у Вільні вийшов друком перший церковнослов'янсько-український словник Лаврентія Зизанія. Реєстр «Лексиса» налічує 1061 слово церковнослов'янської мови. Це в абсолютній більшості загальні назви. На відміну від попередніх словників Л. Зизаній вводить в реєстр лише невелике число іншомовних слів, засвоєних церковнослов'янською мовою до кінця XVI ст.
1627 в Києві письменник і друкар Памво Беринда видав друком «Лексиконъ славеноросскій и именъ тлъкованіе». «Лексикон» Беринди налічує близько 7000 словникових статей, у тому числі близько 1400 онімів. Ряд слів і тлумачень у «Лексиконі» вказують на зв'язок його з новгородськими словничками 1281 і 1431 рр. Якщо Беринда не використав безпосередньо ці матеріали, то, очевидно, мав у своєму розпорядженні якесь інше джерело, так чи інакше пов'язане з ними.
Значним явищем в українській лексикографії була анонімна рукописна праця середини XVII ст. «Синоніма славеноросская» — перший український словник активного типу (тобто з українським реєстром), укладений на Наддніпрянщині. Це зворотна переробка «Лексикона…» Памва Беринди.